# Vitabborre
Vitabborre (Morone americana) är en art i familjen egentliga havsabborrfiskar som förekommer i salt- och brackvatten vid Nordamerikas östkust samt i sötvatten i inlandet.

## Utseende
Vitabborren är en tämligen högryggad fisk med en kropp som är sammantryckt från sidorna. Den har två ryggfenor, den främre med enbart 9 taggstrålar, den bakre med en taggstråle och 10 till 14 mjukstrålar. Ryggen är gröngrå till mörk, sidorna är silver- eller bronsfärgade och buken är vit. Under lektiden kan underkäkens undersida anta en skär till purpurfärgad eller rent blå färgton. arten kan bli 49,5 cm lång och väga 2,2 kg, men blir sällan mycket över 13 cm.

## Vanor
Arten förekommer huvudsakligen i brackvatten i nära anslutning till kustnära saltvatten, men går också gärna upp i floder, helst lugna sådana med dybotten. Den förekommer även i sjöar och dammar utan havsanslutning. Vitabborren vandrar under dygnet, så att dagen tillbringas på djupare vatten, varpå den vandrar tillbaka närmare kusten under kvällen. Födan består främst av fisk, men den tar också rom och yngel, ringmaskar, insekter, en del kräftdjur och detritus. De nykläckta larverna tar zooplankton.

### Fortplantning
Vitabborren leker under våren i sött eller lätt bräckt vatten med ringa djup och sandbotten. Honan är polyandrisk; hon leker med flera hanar, vilka följer den äggstinna honan som kan lägga mellan 20 000 och 340 000 ägg. Dessa befruktas av olika hanar medan de faller ner mot bottnen, där de klibbar fast. Inga nästen byggs och äggen tas inte om hand av föräldrarna. De kläcks efter mellan 1,5 och 4,5 dygn, beroende på vattentemperaturen. De nykläckta larverna stannar nära kläckningsplatsen i upp till två veckor.

## Utbredning
Ursprungsområdet omfattar Saint Lawrencefloden i Kanada, Ontariosjön, söderöver till Pee Dee-floden i South Carolina och östkusten utanför nämnda floders utflöden. Den har emellertid spritt sig till flera stater, främst i östra och södra USA, och även vidare in i Kanada.

## Betydelse för människan
Ett visst sportfiske förekommer, men arten är inte särskilt populär som bytesfisk, trots att experter hävdar att den är en god matfisk. En orsak torde vara att individerna i överbefolkade populationer tenderar att bli mycket små. Ett mindre, kommersiellt fiske förekommer också, och arten finns även i allmänna akvarier.

## Status
IUCN klassificerar den som livskraftig och ser inga hot mot arten. I stället betraktas den på många håll som en oönskad art som utgör ett hot mot den lokala fiskfaunan. Detta inte minst på grund av sin vana att äta andra fiskars ägg. I Ontariosjön hybridiserar den också gärna med vitbassen.